# Secsiva univitta
Secsiva univitta är en insektsart som beskrevs av Walker, F. 1869. Secsiva univitta ingår i släktet Secsiva och familjen vårtbitare. Inga underarter finns listade i Catalogue of Life.